# دستیار دندان‌پزشک

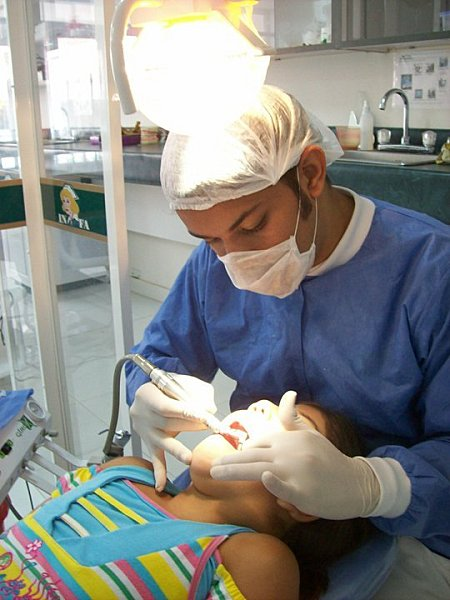
دستیار دندان‌پزشک

دستیار دندان‌پزشک به عنوان کمک و دستیار دندان‌پزشک یا هر شخص دیگری که در حال انجام عملیات ترمیمی و درمانی بر روی بیمار است، می‌باشد. دستیار دندانپزشک بیمار را آماده برای عملیات دندانپزشکی می‌کند و همچنین وسایل مورد نیاز را ضدعفونی و استرلیزه می‌نماید. دستیار دندانپزشک در هنگام عملیات دندانپزشکی وسایل مورد نیاز را به دندانپزشک می‌دهد. دستیاران دندانپزشک با نگاه داشتن وسیله مکش (ساکشن) که در دهان بیمار قرار می‌گیرد، کار دندانپزشک را آسانتر می‌کند. گرفتن عکس‌های رادیوگرافی از دندان‌های بیمار نیز از مسئولیت‌های آنها می‌باشد.